# Jaguar F-Pace
Jaguar F-Pace je automobil vyráběný britskou automobilkou Jaguar Land Rover pod značkou firmy Jaguar Cars. Byl představen v roce 2015 jako první SUV se značkou Jaguar. Design tohoto modelu se odvíjí od konceptu představeného v roce 2013 s názvem Jaguar C-X17.

## Galerie

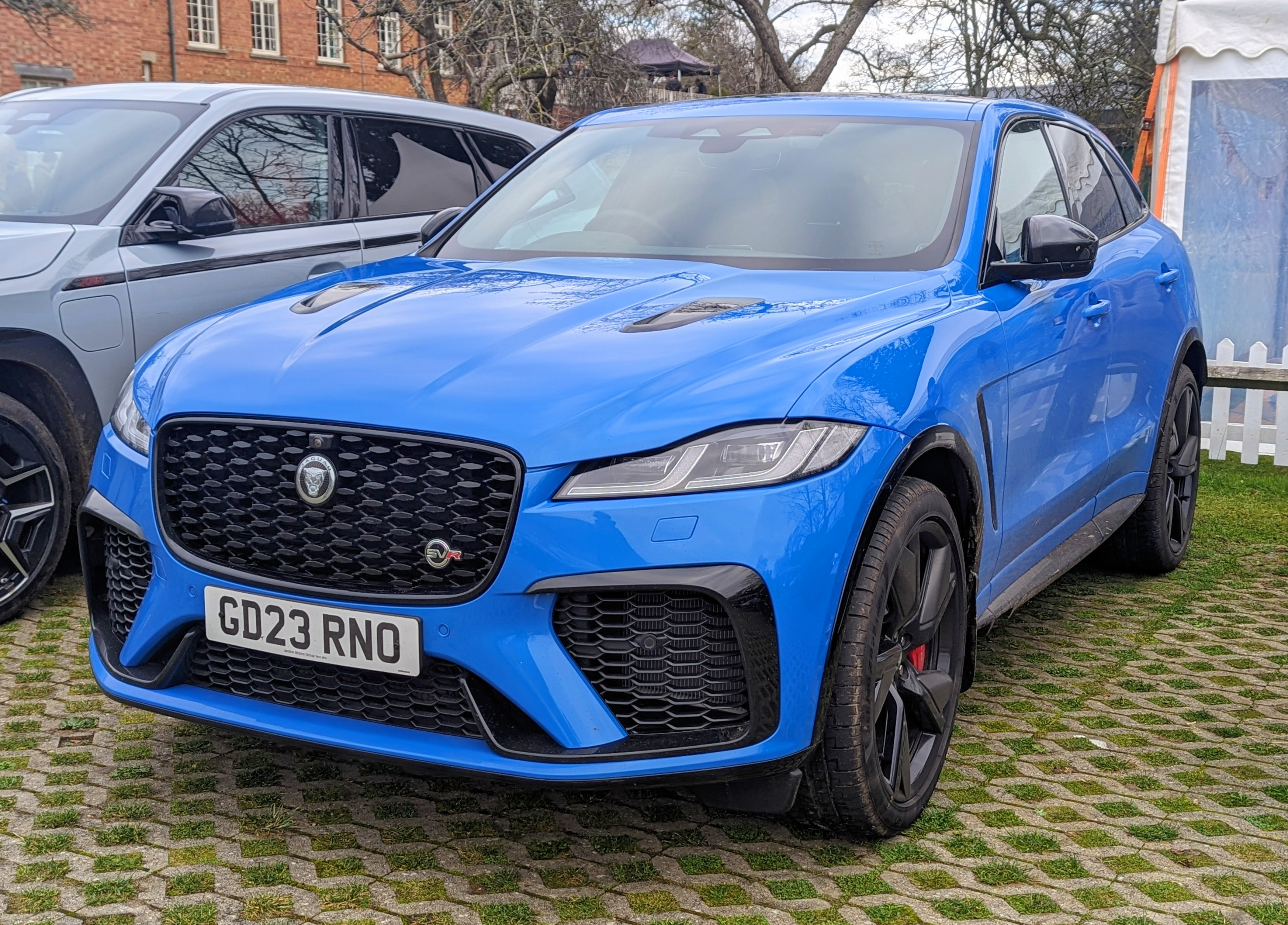
Modrý Jaguar F-Pace z roku 2023
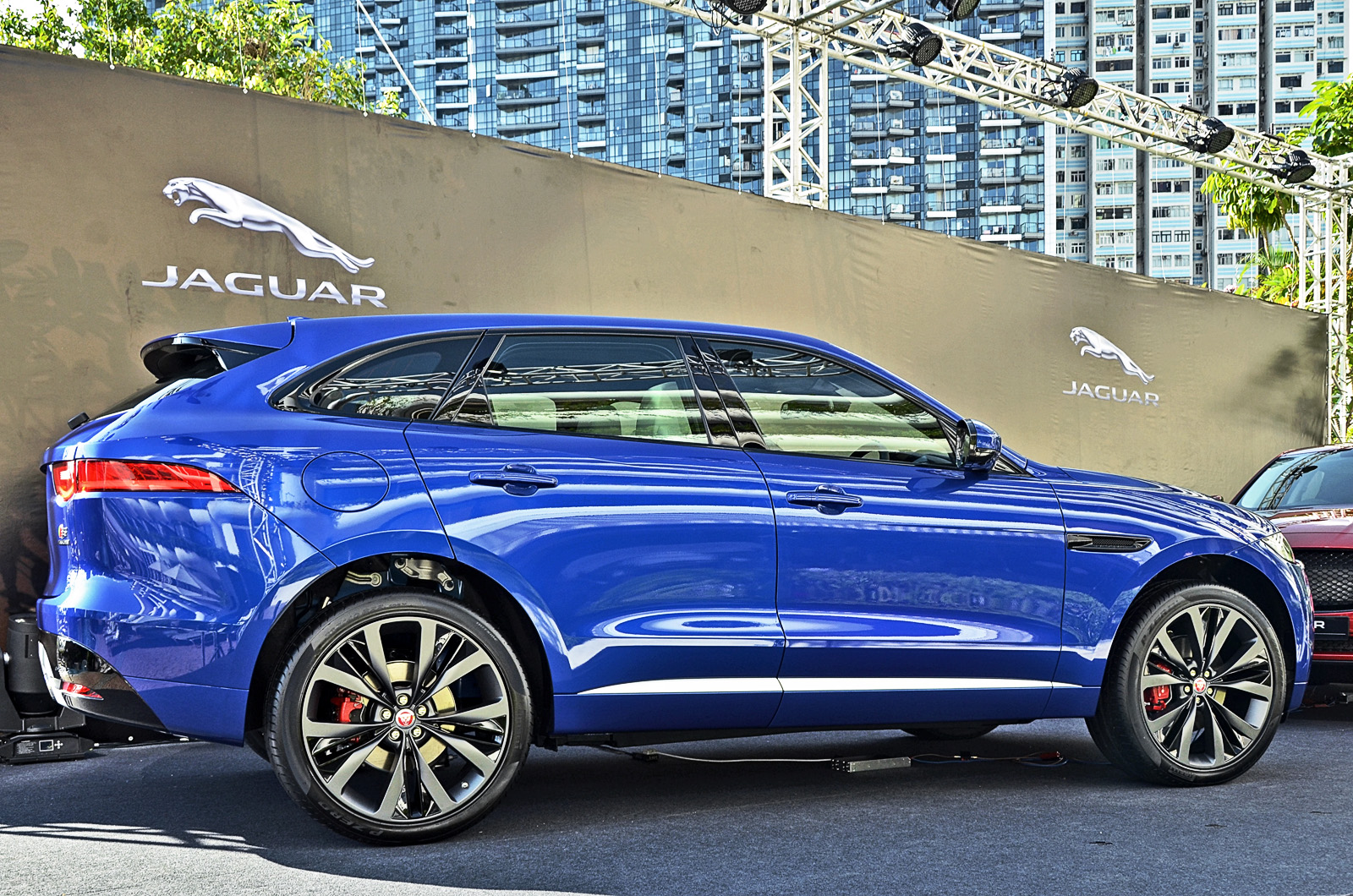
Modrý Jaguar F-Pace v modré barvě z bočního pohledu
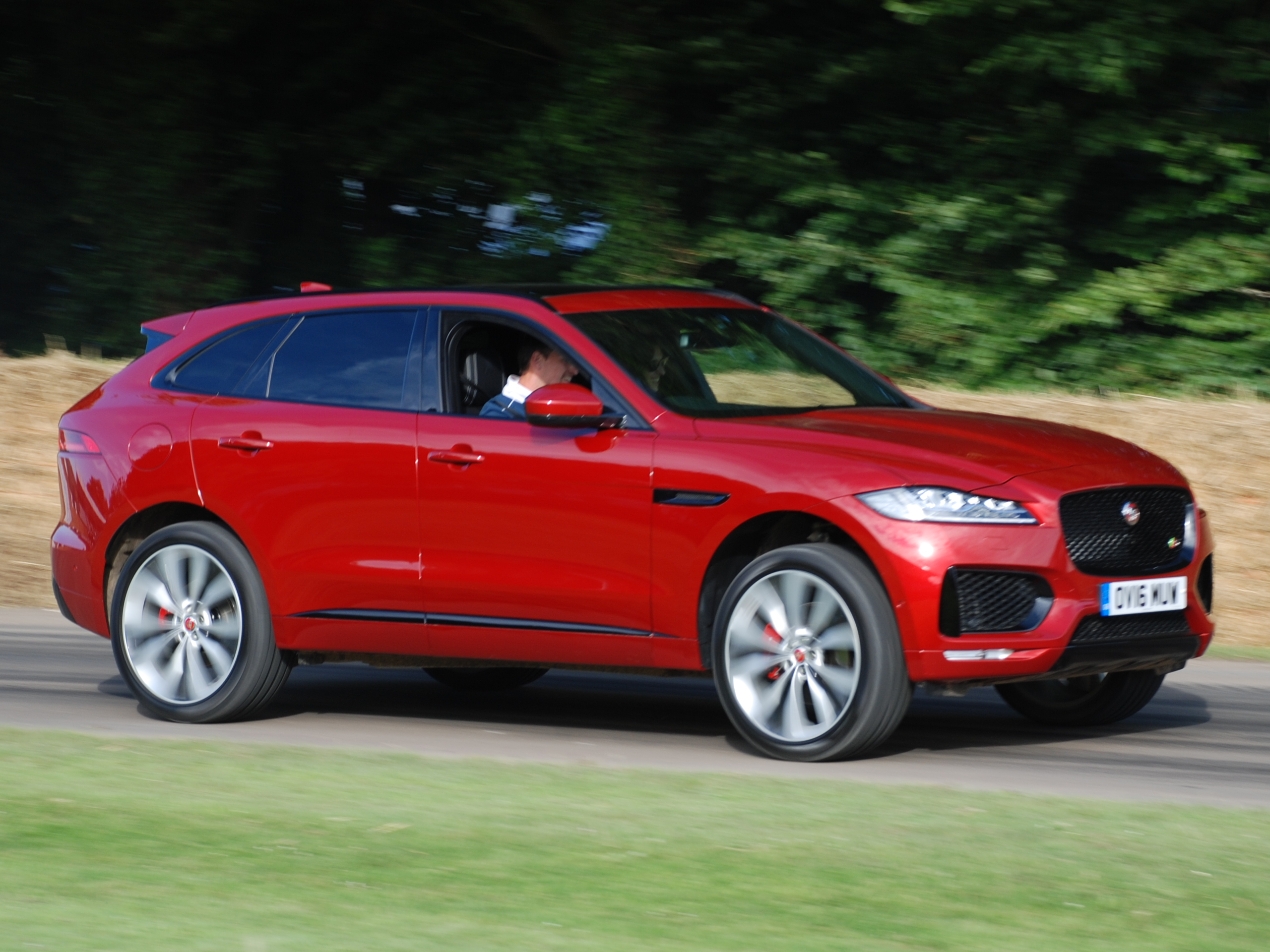
Červený Jaguar F-Pace v roce 2016
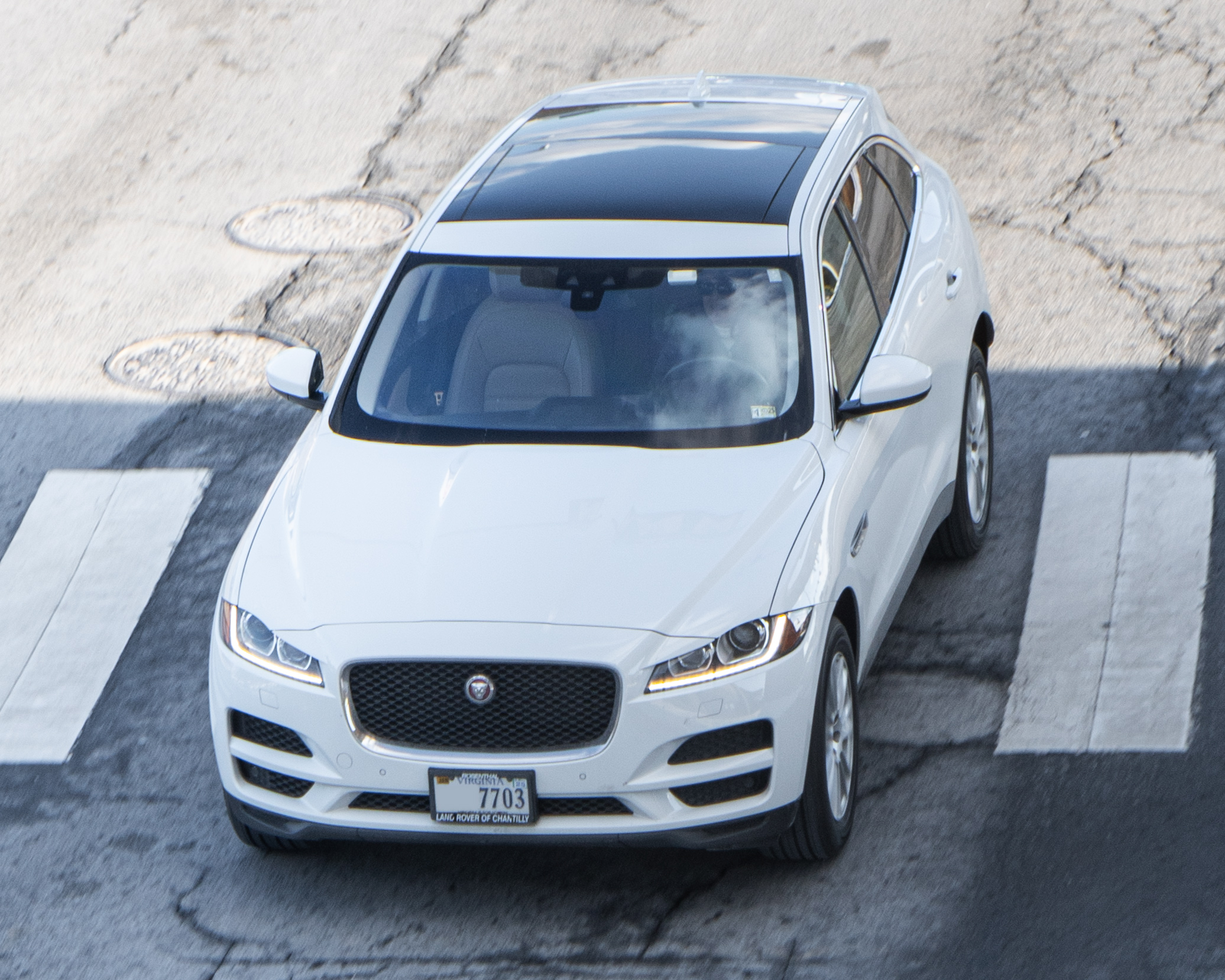
Bílý Jagur F-Pace v USA
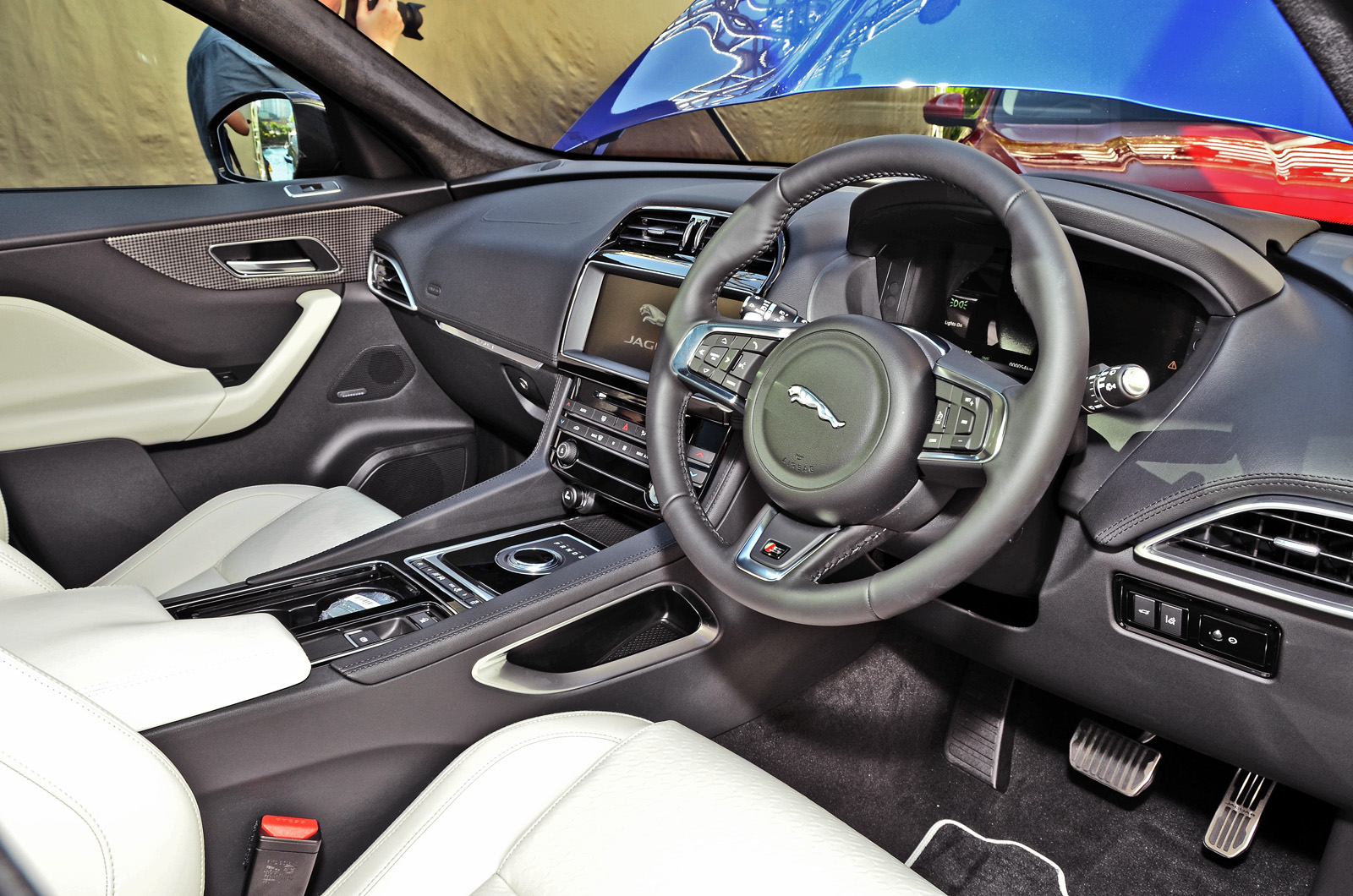
Interiér přední části vozu